# Rezervația naturală Logănești
Logănești este o rezervație naturală de plante medicinale în raionul Hîncești, Republica Moldova. Este amplasată în ocolul silvic Logănești, Vila Logănești, parcelele 13-15, 18-20, 23, 24. Are o suprafață de 710 ha. Obiectul este administrat de Gospodăria Silvică de Stat Hîncești.